# بطولة الأندية الآسيوية 1994–95
بطولة الأندية الآسيوية 1994–95 كانت النسخة رقم 14 من منافسة كرة القدم الدولية السنوية للأندية والتي تقام في منطقة الاتحاد الآسيوي لكرة القدم (آسيا). وقد تم تحديد بطل أندية كرة القدم في آسيا لهذه السنة.
توج نادي تاي فارمرز بانك التايلندي باللقب، بعد تغلبه على النادي العربي الفطري بنتيجة 1–0.

## النهائي
| تاي فارمرز بانك         | 1 – 0 | العربي |
| ----------------------- | ----- | ------ |
| ناتيبونغ سريتونغ في 82' |       |        |

## البطل
| 1994–95 بطولة الأندية الآسيوية تاي فارمرز بانك اللقب الثاني |